# Älggi-Alp

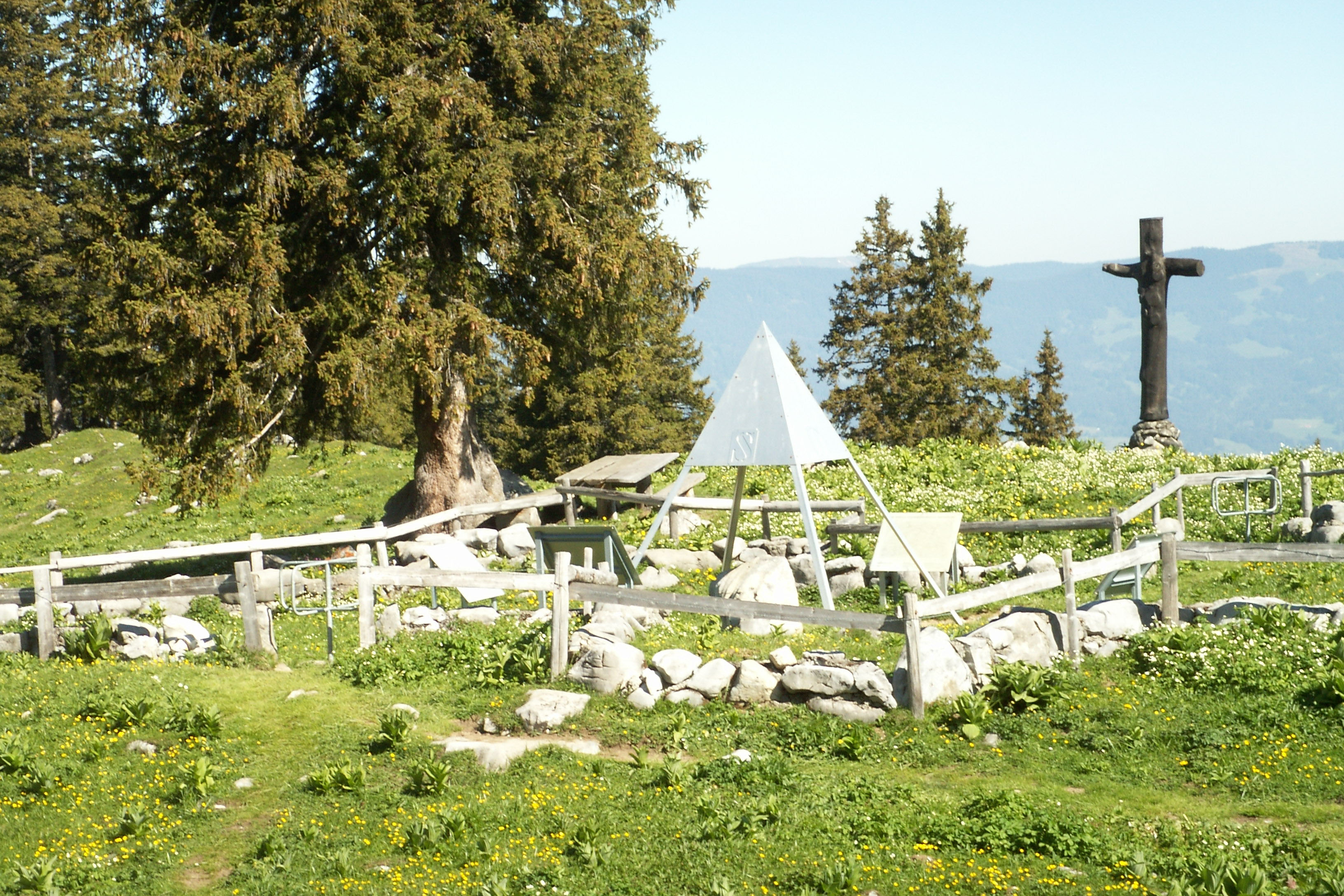
Centro geográfico de Suiza

Älggi-Alp es una pradera que marca el centro geográfico de Suiza.
Situado cerca del pueblo Flüeli-Ranft, en la Comuna de Sachseln del cantón de Obwalden a 1.645 metros sobre el nivel del mar, esta pradera de montaña tiene un pequeño montículo en el que se encuentra una pirámide de triangulación; esta pirámide está rodeada por una pared baja que representa el mapa de Suiza. Finalmente, en la piedra que marca el punto central, hay una estela en la que se graban los ganadores del título de "Suiza del año".
- Datos: Q254755
- Multimedia: Älggi-Alp / Q254755